# Szwecja na Letnich Igrzyskach Olimpijskich 2004
Szwecję na Letnich Igrzyskach Olimpijskich 2004 reprezentowało 115 zawodników: 62 mężczyzn i 53 kobiety. Był to 24 start reprezentacji Szwecji na letnich igrzyskach olimpijskich.

## Zdobyte medale
| Medal  | Zawodnik                                                           | Dyscyplina    | Konkurencja                      | Rezultat  |
| ------ | ------------------------------------------------------------------ | ------------- | -------------------------------- | --------- |
| Złoto  | Stefan Holm                                                        | Lekkoatletyka | Skok wzwyż                       | 2,36 m    |
| Złoto  | Carolina Klüft                                                     | Lekkoatletyka | Siedmiobój                       | 6 952 pkt |
| Złoto  | Henrik Nilsson Markus Oscarsson                                    | Kajakarstwo   | K-2 1000 m                       | 3:18,420  |
| Złoto  | Christian Olsson                                                   | Lekkoatletyka | trójskok                         | 17,79 m   |
| Srebro | Peder Fredricson Rolf-Göran Bengtsson Malin Baryard Peter Eriksson | Jeździectwo   | skoki przez przeszkody drużynowo | 12 pkt    |
| Srebro | Ara Abrahamian                                                     | Zapasy        |                                  |           |
| Brąz   | Therese Torgersson Vendela Zachrisson-Santén                       | Żeglarstwo    | klasa 470 kobiety                | 63 pkt    |

## Skład kadry

### Boks
Mężczyźni - kategoria lekkopółśrednia (do 64 kg)
- Patrick Bogere - 17. miejsce

### Badminton
Kobiety - gra pojedyncza
- Marina Andrievskaia - 17. miejsce

 Gra mieszana
- Fredrik Bergström, Johanna Persson - 5. miejsce

### Gimnastyka
Kobiety - indywidualnie
- Veronica Wagner - wielobój - 55. miejsce, ćwiczenia wolne - 77. miejsce, skok przez konia - 75. miejsce, ćwiczenia na poręczach - 74. miejsce, ćwiczenia na równoważni - 44. miejsce

### Judo
Kobiety - kategoria 52 kg
- Sanna Askelöf - odpadła w eliminacjach

### Jeździectwo
Ujeżdżenie - indywidualnie
- Jan Brink - 7. miejsce
- Tinne Wilhelmsson-Silfvén - 29. miejsce
- Louise Nathhorst - 31. miejsce
- Minna Telde - 40. miejsce

Ujeżdżenie - drużynowo
- Jan Brink, Tinne Wilhelmsson-Silfvén, Louise Nathhorst, Minna Telde - 6. miejsce

Skoki przez przeszkody - indywidualnie
- Peder Fredricson - 4. miejsce
- Rolf-Göran Bengtsson - 4. miejsce
- Malin Baryard - nie został sklasyfikowany
- Peter Eriksson - 27. miejsce

Skoki przez przeszkody - drużynowo
- Peder Fredricson, Rolf-Göran Bengtsson, Malin Baryard, Peter Eriksson - 2. miejsce

Wszechstronny Konkurs Konia Wierzchowego - indywidualnie
- Magnus Gällerdal - 17. miejsce
- Sara Algotsson - nie została sklasyfikowana
- Linda Algotsson - nie została sklasyfikowana

Wszechstronny Konkurs Konia Wierzchowego - drużynowo
- Magnus Gällerdal, Sara Algotsson, Linda Algotsson - 9. miejsce

### Kajakarstwo
Kobiety
- Sofia Paldanius, Anna Karlsson - K-2 500 m - 8. miejsce

Mężczyźni
- Henrik Nilsson, Markus Oscarsson - K-2 1000 m - 1. miejsce
- Henrik Nilsson, Markus Oscarsson - K-2 500 m - odpadli w eliminacjach
- Anders Gustafsson - K-1 500 m - odpadł w eliminacjach

### Kolarstwo
Kobiety - wyścig szosowy
- Susanne Ljungskog - 33. miejsce
- Madeleine Lindberg - 49. miejsce
- Camilla Larsson - nie ukończyła wyścigu

Kobiety - jazda indywidualna na czas
- Susanne Ljungskog - 25. miejsce

Kobiety - kolarstwo górskie
- Maria Östergren - 20. miejsce

Mężczyźni - wyścig szosowy
- Marcus Ljungqvist - 14. miejsce
- Gustav Larsson - 72. miejsce
- Thomas Lövkvist - nie ukończył wyścigu
- Magnus Bäckstedt - nie ukończył wyścigu

Mężczyźni - jazda indywidualna na czas
- Thomas Löfkvist - 34. miejsce

Mężczyźni - kolarstwo górskie
- Fredrik Kessiakoff - 12. miejsce

### Lekkoatletyka
Kobiety
- Carolina Klüft - siedmiobój - 1. miejsce, skok w dal - 10. miejsce
- Susanna Kallur - bieg na 100 m przez płotki - odpadła w półfinale
- Jenny Kallur - bieg na 100 m przez płotki - odpadła w eliminacjach
- Anna Söderberg - rzut dyskiem - 35. miejsce

Mężczyźni
- Stefan Holm - skok wzwyż - 1. miejsce
- Christian Olsson - trójskok - 1. miejsce
- Johan Wissman - bieg na 200 m - odpadł w ćwierćfinale
- Robert Kronberg - bieg na 110 m przez płotki - odpadł w półfinale
- Mustafa Mohamed - bieg na 3000 m z przeszkodami - 13. miejsce
- Staffan Strand - skok wzwyż - 18. miejsce
- Linus Thörnblad - skok wzwyż - 24. miejsce
- Patrik Kristiansson - skok o tyczce - 20. miejsce

### Łucznictwo
Mężczyźni - indywidualnie
- Magnus Petersson - 23. miejsce
- Jonas Andersson - 25. miejsce
- Mattias Eriksson - 39. miejsce

Mężczyźni - drużynowo
- Magnus Petersson, Jonas Andersson, Mattias Eriksson - 9. miejsce

### Pięciobój nowoczesny
Mężczyźni - indywidualnie
- Erik Johansson - 23. miejsce

### Piłka nożna
Kobiety
- Malin Andersson, Kristin Bengtsson, Linda Fagerström, Caroline Jönsson, Sara Larsson, Hanna Ljungberg, Hanna Marklund, Malin Moström, Salina Olsson, Josefine Öqvist, Frida Östberg, Lotta Schelin, Therese Sjögran, Anna Sjöström, Victoria Svensson, Jane Törnqvist, Karolina Westberg - 4. miejsce

### Pływanie
Mężczyźni
- Stefan Nystrand - 50 m stylem dowolnym - 4. miejsce, 100 m stylem dowolnym - 20. miejsce
- Stefan Nystrand, Lars Frölander, Eric la Fleur, Mattias Ohlin  - sztafeta 4 x 100 m stylem dowolnym - odpadła w eliminacjach (dyskwalifikacja)
- Martin Gustavsson - 100 m stylem klasycznym - 22. miejsce, 200 m stylem klasycznym - 27. miejsce
- Erik Andersson - 100 m stylem motylkowym

Kobiety
- Therese Alshammar - 50 m stylem dowolnym - 4. miejsce
- Anna-Karin Kammerling - 50 m stylem dowolnym - 20. miejsce, 100 m stylem motylkowym - 10. miejsce
- Josefin Lillhage - 100 m stylem dowolnym - 14. miejsce, 200 m stylem dowolnym - 8. miejsce
- Johanna Sjöberg - 100 m stylem dowolnym - 24. miejsce
- Therese Alshammar, Anna-Karin Kammerling, Josefin Lillhage, Johanna Sjöberg, Cathrin Carlzon - sztafeta 4 x 100 m stylem dowolnym - 7. miejsce
- Josefin Lillhage, Johanna Sjöberg, Ida Matsson-Marko-Varga, Malin Svahnström, Lotta Wänberg  - sztafeta 4 x 200 m stylem dowolnym - 8. miejsce
- Maria Östling - 100 m stylem klasycznym - 17. miejsce

### Siatkówka
Mężczyźni
- Björn Berg, Simon Dahl - 9. miejsce

### Skoki do wody
Kobiety - trampolina 3 m
- Anna Lindberg - 19. miejsce

### Strzelectwo
Mężczyźni
- Sven Haglund - karabin pneumatyczny 10 m - 29. miejsce, karabin małokalibrowy 3 postawy 50 m - 35. miejsce
- Marcus Åkerholm - karabin pneumatyczny - 33. miejsce
- Roger Hansson - karabin małokalibrowy trzy pozycje 50 m - 24. miejsce, karabin małokalibrowy leżąc 50 m - 32. miejsce
- Jonas Edman - karabin małokalibrowy leżąc 50 m - 32. miejsce
- Emil Andersson - ruchoma tarcza 10 m - 4. miejsce
- Niklas Bergström - ruchoma tarcza 10 m - 12. miejsce
- Håkan Dahlby - podwójny trap - 5. miejsce

Kobiety
- Pia Hansen - trap - 9. miejsce, podwójny trap - 9. miejsce

### Tenis stołowy
Mężczyźni - gra pojedyncza
- Jan-Ove Waldner - 4. miejsce
- Jörgen Persson - 9. miejsce
- Peter Karlsson - 17. miejsce

Mężczyźni - gra podwójna
- Jan-Ove Waldner, Jörgen Persson - 5. miejsce

### Tenis ziemny
Mężczyźni - gra pojedyncza
- Joachim Johansson - 17. miejsce
- Thomas Enqvist - 33. miejsce
- Jonas Björkman - 33. miejsce
- Robin Söderling - 33. miejsce

Mężczyźni - gra podwójna
- Thomas Enqvist, Robin Söderling - 17. miejsce

### Wioślarstwo
Kobiety - jedynki
- Frida Svensson - 8. miejsce

### Zapasy
Mężczyźni - styl klasyczny
- Jimmy Samuelsson - kategoria 66 kg - 4. miejsce
- Mohammad Babulfath - kategoria 74 kg - 20. miejsce
- Ara Abrahamian - kategoria 84 kg - 2. miejsce
- Martin Lidberg - kategoria 96 kg - 18. miejsce
- Eddy Bengtsson - kategoria 120 kg - 12. miejsce

Kobiety - styl wolny
- Ida-Theres Karlsson-Nerell - kategoria 55 kg - 4. miejsce
- Sara Eriksson - kategoria 63 kg - 10. miejsce

### Żeglarstwo
klasa Fin
- Daniel Birgmark - 14. miejsce

 klasa 470 - mężczyźni
- Johan Molund, Martin Andersson - 4. miejsce

Klasa Star
- Fredrik Lööf, Anders Ekström - 12. miejsce

Klasa Laser
- Karl Suneson - 6. miejsce

Klasa Tornado
- Martin Strandberg, Kristian Mattsson - 14. miejsce

Klasa 470 - kobiety
- Therese Torgersson, Vendela Zachrisson-Santén - 3. miejsce